# Cethosia
A Cethosia a rovarok (Insecta) osztályának lepkék (Lepidoptera) rendjébe, ezen belül a tarkalepkefélék (Nymphalidae) családjába tartozó nem.

## Előfordulásuk
A Cethosia-fajok előfordulási területe Délkelet-Ázsia és Ausztrália, valamint a közéjük eső szigetvilágok.

## Rendszerezés
A nemzetségbe az alábbi 14 faj tartozik (meglehet, hogy a lista hiányos):
- Cethosia biblis (Drury, [1773])
- Cethosia cyane (Drury, [1773])
- Cethosia cydippe (Linnaeus, 1767) - típusfaj
- Cethosia gabinia Weymer, 1883
- Cethosia hypsea Doubleday, [1847]
- Cethosia lamarcki Godart, 1819
- Cethosia lechenaulti Godart, [1824]
- Cethosia luzonica C. & R. Felder, 1863
- Cethosia moesta C. & R. Felder, [1867]
- Cethosia myrina C. & R. Felder, [1867]
- Cethosia nietneri C. & R. Felder, [1867]
- Cethosia obscura Guérin-Méneville, [1830]
- Cethosia penthesilea (Cramer, [1777])
- Cethosia vasilia Müller, 1999

### Fordítás
- Ez a szócikk részben vagy egészben  a   Cethosia című angol Wikipédia-szócikk ezen változatának fordításán alapul.  Az eredeti cikk szerkesztőit annak laptörténete sorolja fel. Ez a jelzés csupán a megfogalmazás eredetét és a szerzői jogokat jelzi, nem szolgál a cikkben szereplő információk forrásmegjelöléseként.